# Gojira
Gojira je francouzská progresivní death metalová kapela z Ondres. Původní název Godzilla z roku 1996 změnili na jméno Gojira (což je angl. přepis nazvu Godzilla v japonštině, ゴジラ) v roce 2001. Kapela se skládá z bratrů Joea Duplantiera (zpěv, kytara) a Maria Duplantiera (bicí), kytaristy Christiana Andreua a baskytaristy Jean-Michela Labadiea. Vydali šest studiových alb a tři živá DVD. Kapela je známá pro svoje tematické texty týkající se životního prostředí. Gojira obdržela nominaci Grammy v kategorii nejlepší rockové album za album Magma a v kategorii nejlepší metalový počin za jejich singl „Silvera“.

## Historie

### Rané roky aTerra Incognita(1996–2002)
Gojira byla založena v roce 1996 Joem a Mariem Duplantierovými, Christianem Andreuem a Alexandrem Cornillonem v jejich rodném městě Ondres. Hudba Gojiry v sobě spojuje prvky death metalu, groove metalu, thrash metalu a progresivního metalu. Kapela začala koncertovat a nahrávat pod jménem Godzilla a vydala dema Victim, Possessed, Saturate a Wisdom (roky 1996, 1997, 1999 a 2000). Po turné s podporou Cannibal Corpse, Edge of Sanity, Impaled Nazarene a Immortal v září 1999 musela kapela z právních problémů změnit své jméno na Gojira, což je „rōmaji“ hláskování fiktivního netvora Godzilla. Jejich debutové album Terra Incognita bylo vydáno pod novým názvem v roce 2001.
V ČR se jako na prvním multižánrovém festivalu Gojira představila v roce 2015 společně s The Prodigy, ale například i cimbálovkou na Trutnov Open Air Festivalu.

### The LinkaFrom Mars to Sirius(2003–2007)
Skupina vydala své druhé studiové album v roce 2003 pod názvem The Link (znovu vydána v roce 2007 s remasterovaným zvukem a nový grafickým přebalem). Po úspěchu prvních dvou alb a jejich živých vystoupeních je vydáno DVD s produkoval Gabriel Editions. V roce 2005 se Gojira rozhodla podepsat s Frenchbased Listenable Records smlouvu, díky které mohlo být album From Mars to Sirius vydáno mimo Francii.
V roce 2006 Gojira vystupovala na americkém turné spolu s Children of Bodom a Amon Amarth s předkapelou Sanctity. Kromě toho byla Gojira podporována sestavou Trivium ve Velké Británii v rámci evropského turné v roce 2007 spolu s Sanctity a Annihilator. Později je podpořila skupina Lamb of God na jejich americkém turné 2007 spolu s Trivium a Machine Head. Na konci roku 2007 se zúčastnili Radio Rebellion Tour spolu s Behemoth a Job for a Cowboy, Beneath the Massacre. V říjnu 2007 vydalo Listenable Records v limitované edici demo Possessed.

### The Way of All Flesh(2008–2011)

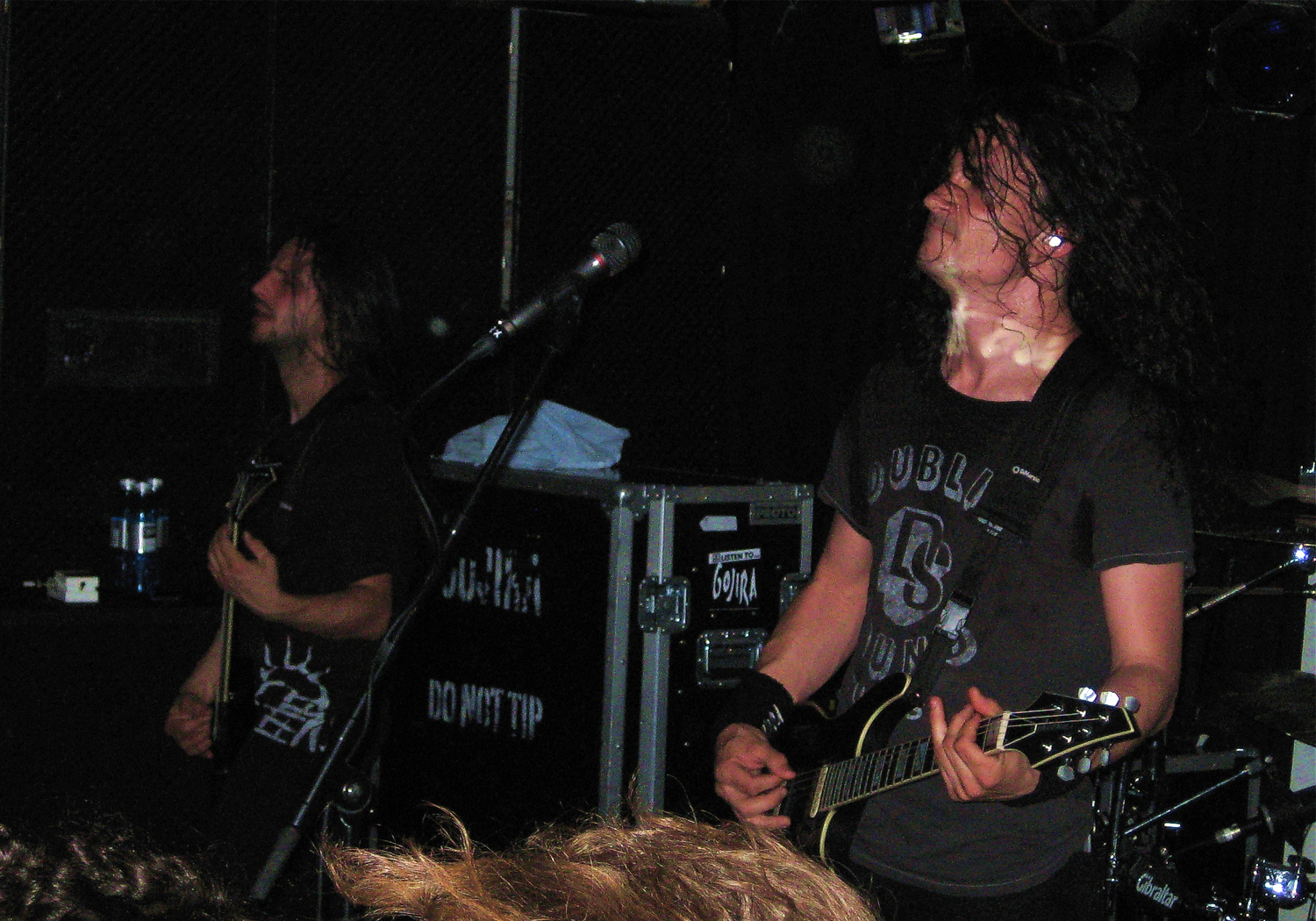
Christian Andreu a Joe Duplantier živě v roce 2009.

Album The Way of All Flesh bylo vydáno 13. října 2008 v Evropě prostřednictvím Listenable Records a 14. října v Severní Americe prostřednictvím Prosthetic Records. Dne 25. července 2008 kapela odhalila seznam skladeb a finální podobu přebalu. Joe Duplantier uvedl o albu: „Tato nahrávka je mnohem tmavší – spíše bych řekl, že vypadá mnohem temnější. Hudba je tmavší a prudší.“ Album bude „intenzivnější, brutální, a melodičtější“, než jeho předchůdce. „To je to téma – o smrti samotné, “, vysvětlil. „Je to také o nesmrtelnosti duše. To je naše hlavní téma.“ Randy Blythe z americké skupiny Lamb of God se objevil jako hostující zpěvák ve skladbě „Adoration for None“. Trvalo čtyři měsíce napsat a nahrát celé album a následně tři měsíce sestříhat. Dne 17. března 2009 bylo oznámeno první severoamerické turné. Předkapelami byli The Chariot a Car Bomb. Gojiru na jejím turné v září a říjnu doprovázela Metallica před Lamb of God. V Los Angeles Gojira začala v Californiaarea studio na začátku listopadu 2010 s producentem Loganem Maderem nahrávat nové neziskové čtyřskladbové EP Sea Shepherd. Podle Joe Duplantiera EP bude obsahovat mezinárodní metalovou scénu. Skladba „Of Blood And Salt“ bude s Devinem Townsendem a Fredrikem Thordendalem. Další skladby budou ve spolupráci s Randy Blythe Anders Fridénem, Jonasem Renksem a Maxem Cavalerou. Jako ochutnávku na jejich Sea Shepherd EP, Gojira vydala skladbu „Of Blod And Salt“ v květnu 2011 s Devinem Townsendem jako hostujícím zpěvákem a s kytarovým sólem Fredrika Thordendala.

### L'Enfant Sauvage(2012-2016) aMagma(2016-současnost)
Vydavatelství Roadrunner Records vydalo dne 26. června 2012 album L'Enfant Sauvage. Název se překládá jako „Divoké dítě“ a obsahuje 11 skladeb. Titulní píseň „L'Enfant Sauvage“ byla vydána jako singl spolu s videem, kterou následuje vydání písně „Liquid Fire“, která je zdarma ke stažení na oficiálních stránkách Gojira. Album bylo vydáno 26. června 2012 prostřednictvím Roadrunner Records. Dne 11. března 2014, Gojira vydala živé CD/DVD/obrázkovou knihu Les Enfants Sauvages, které bylo nahráno v Brixton Academy v Londýně v březnu 2013.
V listopadu 2014 skupina začala budovat nahrávací studio v Queensu v New Yorku. Téhož měsíc se Mario Duplantier přestěhoval do New Yorku.
V rozhovoru v únoru 2015 s AMH TV Mario Duplantier uvedl, že kapela pracuje na novém albu a dále, že „strávili jsme dva měsíce… skládání nových věcí. A cítíme se velmi optimisticky do budoucnosti … Chceme, aby to bylo nejsilnější album, co můžeme udělat.“
Dne 4. ledna 2016 kapela zveřejnila video na svých stránkách YouTube, ve kterém oznámila nové album na jaře.
Ten stejný měsíc časopis Rolling Stone označil album jako šesté nejočekávanější album roku 2016.
V dubnu 2015 kapela dokončila stavbu svého nahrávacího studia „Silver Cord Studio“. Avšak deset dní před začátkem nahrávání se Joe a Mario Duplantierovi dozvěděli, že jejich matka těžce onemocněla, a tak se nahrávání odložilo. Jejich matka později zemřela a tato zkušenost měla hluboký vliv na proces celého nahrávání.
Dne 13. dubna 2016 skupina vydala video potvrzující, že album bude mít název Magma a bude vydáno 17. června 2016 prostřednictvím Roadrunner Records. Následovalo vydání první písně s názvem „Stranded“ dne 22. dubna s klipem režírovaným Vincentem Caldonim. Dne 20. května 2016 byla vydána druhá píseň „Silvera“ spolu s klipem v režii Drewa Coxe.
Magma byla oficiálně vydána 17. června 2016 prostřednictvím Roadrunner Records. Album signalizuje změnu ve stylu pro kapelu, Joe Duplantier experimentuje s čistým zpěvem. Gojira byla v roce 2016 nominována dvěma nominacemi na Grammy.
Dne 5. srpna 2020 vydala kapela nový singl se jménem "Another World" a 17. února 2021 skupina oznámila jejich sedmé studiové album s názvem "Fortitude", jehož vydání je naplánováno na 30. duben 2021. Ještě v tom samém dni kapela na platformě YouTube zveřejnila oficiální video písně "Born For One Thing", která je zároveň hlavním singlem celého alba.

## Vedlejší projekty
Joe Duplantier byl jako basista pozván zakládajícími bratry vlivné brazilské kapely Sepultura Maxem a Igorem Cavalerovými do jejich nové kapely Cavalera Conspiracy. Album Inflikted bylo vydáno v březnu 2008. Také bratři Duplantierovi vytvořili v roce 1998 avantgardní metalovou kapelu s názvem Empalot. Jejich první věcí bylo demo album s názvem Brout. Následovaly dvě alba: Tous aux Cèpes v roce 2001 a živé CD s názvem Empalot en koncert v roce 2004.
Vystoupili též v rámci slavnostního zahájení Letních olympijských her 2024 v Paříži.

## Hudební styl a lyrická témata
Zvuk Gojiry není snadno klasifikovat, splývá zde několik stylů – technický death metal, progresivní metal, groove metal a thrash metal. Gojira byla ovlivněna heavy metalem – umělci jako Slayer, Sepultura, Death, Morbid Angel, Meshuggah, Tool, Metallica, Pantera a Neurosis.
Gojira hraje technický a rytmický heavy metal s přesnými bubny, neobvyklými rytmickými vzorci. Gojira je také známá začleněním texturovaných atmosférických prvků a instrumentálních skladeb. Písně Gojiry mají progresivní a neobvyklé písňové struktury. Vokální styl je rozmanitý, od křiklavého stylu a growlingu až k čistému zpěvu.  Death metal spolu s čistými vokály jsou smíchány k vytvoření agresivního, ale melodického efektu.
Texty Gojiry řeší témata života, smrti, znovuzrození, duchovnosti a přírody. Zejména jejich album From Mars to Sirius z roku 2005 je koncept řešící problémy v oblasti životního prostředí, jakož i širší témata života, smrti a znovuzrození.
Členové kapely vyrostli v Bayonne, městě na jihozápadním pobřeží Francie. Okolní malebná krajina a členité pobřeží inspirovaly zájem Gojiry o přírodu a na zemi. Gojira se snaží texty šířit své duchovní přesvědčení a obavy o životní prostředí. Kapela rovněž spolupracuje se Sea Shepherd Conservation Society na ochranu mořských živočichů, zejména delfínů, velryb a žraloků. Kromě toho Gojira pracuje na Sea Shepherd EP se známými hudebníky z metalové scény, včetně Devina Townsenda. Veškerý výtěžek z projektu půjde na organizaci, i když od června 2016 současný stav tohoto projektu je neznámý.

## Členové

### Stávající
- Joe Duplantier – vokály, rytmická kytara (1996–současnost), příležitostně živé bubny, perkuse (2000–současnost, basa (1996), flétna 2015–současnost)
- Mario Duplantier – bubny, perkuse (1996–současnost), příležitostně živě kytara (2000–současnost)
- Christian Andreu – hlavní kytara (1996–současnost)
- Jean-Michel Labadie – basa (2001–současnost)[12]

### Minulí
- Alexandre Cornillon – basa (1996–2001)

## Diskografie
Studiová alba
- Terra Incognita (2001)
- The Link (2003)
- From Mars to Sirius (2005)
- The Way of All Flesh (2008)
- L'Enfant Sauvage (2012)
- Magma (2016)
- Fortitude (2021)